# 凱爾采車站
凱爾采車站（波蘭語：Stacja Kielce）是波蘭聖十字省省會凱爾采最主要的鐵路車站，啟用於1885年。現有的車站建築完工於1971年。
車站大樓前為獨立廣場，廣場上立有一座獨立紀念碑。
1984年啟用的凱爾采巴士總站位於鐵路車站附近，在整建後，於2020年再次投入使用。